# تیساچرمی
تیساچِرمِی (به مجاری:  Tiszacsermely) یک شهرداری در مجارستان است که در ناحیه تسیگاند واقع شده‌است. تیساچرمی ۲۰٫۲۷ کیلومتر مربع مساحت و ۶۴۷ نفر جمعیت دارد.